# Templetonia
Genre
Templetonia est un genre de plantes à fleurs dicotylédones de la famille des Fabaceae, sous-famille des Faboideae, originaire d'Australie, qui comprend une douzaine d'espèces acceptées.

## Étymologie
Le nom générique, « Templetonia », est un hommage à John Templeton (1766–1825), naturaliste et botaniste irlandais.

## Liste d'espèces
Selon The Plant List (20 octobre 2018) :
- Templetonia aculeata (F.Muell.) Benth.
- Templetonia battii F.Muell.
- Templetonia biloba (Benth.) Polhill
- Templetonia drummondii Benth.
- Templetonia egena (F.Muell.) Benth.
- Templetonia hookeri (F.Muell.) Benth.
- Templetonia incana J.H.Ross
- Templetonia neglecta J.H.Ross
- Templetonia retusa (Vent.) R.Br.
- Templetonia smithiana J.H.Ross
- Templetonia stenophylla (F.Muell.) J.M.Black
- Templetonia sulcata (Meissner) Benth.